# Oricopis flavolineatus
Oricopis flavolineatus är en skalbaggsart som beskrevs av Stefan von Breuning 1939. Oricopis flavolineatus ingår i släktet Oricopis och familjen långhorningar. Inga underarter finns listade i Catalogue of Life.